# Lihuelistata metamerica
Genre
Espèce
Synonymes
- Filistata metamerica Mello-Leitão, 1940

Lihuelistata metamerica, unique représentant du genre Lihuelistata, est une espèce d'araignées aranéomorphes de la famille des Filistatidae.

## Distribution
Cette espèce est Endémique d'Argentine. Elle se rencontre dans les provinces de Chubut, de Río Negro, de Neuquén, de La Pampa et de Mendoza.

## Description
La femelle holotype mesure 2,80 mm, Ramírez et Grismado en 1997 ont décrit une femelle de 4,08 mm et un mâle de 2,80 mm.

## Publications originales
- Mello-Leitão, 1940 : Arañas de la provincia de Buenos Aires y de las gobernaciones de La Pampa, Neuquén, Río Negro y Chubut. Revista del Museo de La Plata (N.S.,Zool.), vol. 2, no 9, p. 3-62.
- Ramírez & Grismado, 1997 : A review of the spider family Filistatidae in Argentina (Arachnida, Araneae), with a cladistic reanalysis of filistatid genera. Entomologica Scandinavica, vol. 28, no 3, p. 319-349 (texte intégral).